# Мень (Подляское воеводство)
Мень (пол. Mień) — деревня в Бельском повете Подляского воеводства Польши. Входит в состав гмины Браньск. По данным переписи 2011 года, в деревне проживало 490 человек.

## География
Деревня расположена на северо-востоке Польши, на левом берегу реки Мень (приток реки Нужец), на расстоянии приблизительно 33 километров (по прямой) к западу от города Бельск-Подляски, административного центра повета. Абсолютная высота — 129 метров над уровнем моря. К северо-востоку от Меня проходит национальная автодорога 66.

## История
Согласно «Указателю населенным местностям Гродненской губернии, с относящимися к ним необходимыми сведениями», в 1905 году в деревне Мень проживало 653 человека. В административном отношении деревня входила в состав Александровской волости Бельского уезда (2-го стана).
В период с 1975 по 1998 годы деревня являлась частью Белостокского воеводства.